# Між неділею та суботою
«Між неділею та суботою» («Между воскресеньем и субботой») — радянський художній фільм 1991 року, знятий режисером Акимом Салбієвим.

## Сюжет
Фатальна драма з кульовим пораненням.

## У ролях
- Вадим Пожарський — Віктор
- Ірина Климова — головнаа роль
- Аким Салбієв — роль другого плану
- Віра Глаголєва — Тома
- Наталія Фатєєва — Елеонора Ігорівна
- Едуард Марцевич — роль другого плану
- Юрій Шликов — батько Рити
- Філіпп Марцевич — роль другого плану

## Знімальна група
- Режисер — Аким Салбієв
- Сценарист — Аким Салбієв
- Оператор — Темерлан Зельма
- Композитор — Артемій Артем'єв
- Художник — Наталія Салімоненко